# Polski karnawał
Polski karnawał – singel polskiego trapera Young Igiego oraz rapera Żabsona, promujący album studyjny, zatytułowany Amfisbena. Singel został wydany 24 lutego 2022. Utwór napisali i skomponowali Igor Ośmiałowski, Mateusz Zawistowski i Michał Kożuchowski, który również odpowiada za produkcję utworu.
Nagranie otrzymało w Polsce status trzykrotnie platynowej płyty.

## Geneza utworu i historia wydania
Piosenka została napisana i skomponowana przez Igora Ośmiałowskiego, Mateusza Zawistowskiego i Michała Kożuchowskiego, który również odpowiada za produkcję utworu.
Singel ukazał się w formacie digital download 24 lutego 2022 w Polsce za pośrednictwem wytwórni płytowej Def Jam Recordings w dystrybucji Universal Music Polska. Kompozycja została umieszczona na wspólnym albumie studyjnym Young Igiego i Żabsona – Amfisbena.

## Teledysk
Do utworu powstał teledysk, który udostępniono 25 marca 2022 za pośrednictwem serwisu YouTube.

## Lista utworów
- Digital download[3]

1. „Polski karnawał” – 2:27

## Certyfikaty
| Kraj          | Certyfikat         |
| ------------- | ------------------ |
| Polska (ZPAV) | 3x platynowa płyta |